# Khosrov I d'Armènia
Kosrov I d'Armènia (en armeni Խոսրով Ա) fou un rei d'Armènia de la dinastia dels arsàcides que va regnar del 191 al 216/217 segons la cronologia rectificada de Cyrille Toumanoff.

## Biografia
Cyril Toumanoff considera que Khosrov I d'Armènia era gairebé segur el fill del rei Vologès II d'Armènia, assimilant aquest al «Gran-Rei » dels Parts Vologès V.
En aquesta hipòtesi hauria succeït al seu pare sobre el tron d'Armènia el 191, en el moment de l'accés d'aquest últim a la reialesa dels Parts.
Sempre en aquest mateix context, Khosrov I hauria regnat sobre Armènia com a vassall del seu pare Vologès V i després dels seus germans Vologès VI i Artaban V, llevat de durant el període 197-200 durant el qual hauria reconegut la supremacia de l'Imperi romà durant l'expedició oriental de Septimi Sever.

## Controvèrsia
René Grousset, seguint als historiadors antics d'Armènia (Agathàngelos, seguit per Moisès de Khorèn), identifica per la seva part a aquest rei amb Tiridates II (segons ell « assassinat cap a 238 o més tard ? »), el qual fa el pare de Tiridates III, primer rei cristià d'Armènia mort cap a 330 o sigui 92 anys després.
Cyrille Toumanoff considera que aquesta tradició oculta diverses generacions i diversos sobirans, i que els successors de Vologès II foren: Khosrov I el seu fill, Tiridates II (fill de Khosrov), els dos fils de Tiridates II, Khosrov II d'Armènia i Tiridates III d'Armènia, i a continuació finalment Tiridates IV.
Més recentment, Christian Settipani, que no reconeix pas en Vologès V al rei Vologès II d'Armènia sinó únicament al Gran-Rei dels Parts, considera igualment una successió de tres reis d'Armènia després del seu fill segon Khosrov I: Tiridates II, Khosrov II i finalment Tiridates III, mort l'any 338.